# Lechuguillas, San Luis Potosí
Lechuguillas är en ort i Mexiko.   Den ligger i kommunen Mexquitic de Carmona och delstaten San Luis Potosí, i den centrala delen av landet, 400 km nordväst om huvudstaden Mexico City. Lechuguillas ligger 1 861 meter över havet och antalet invånare är 197.
Terrängen runt Lechuguillas är huvudsakligen platt, men västerut är den kuperad. Runt Lechuguillas är det tätbefolkat, med 570 invånare per kvadratkilometer. Närmaste större samhälle är San Luis Potosí, 17,4 km söder om Lechuguillas. Omgivningarna runt Lechuguillas är i huvudsak ett öppet busklandskap.